# Yakovlev Yak-25
Lo Yakovlev Yak-25 (in caratteri cirillici Яковлев Як-25), nome in codice NATO Flashlight o Mandrake a seconda delle versioni, fu un caccia intercettore e ricognitore a getto con ala a freccia, progettato dall'OKB 115 diretto da Aleksandr Sergeevič Jakovlev e sviluppato in Unione Sovietica tra i tardi anni quaranta e i primi anni cinquanta.

## Storia del progetto
Parte della voce è una traduzione da Greg Goebel, The Yakovlev Yak-25 & Yak-28 in AirVectors.
Verso la fine degli anni quaranta, seguendo lo sviluppo della prima generazione di caccia a getto quali il Mikoyan-Gurevich MiG-9 e lo Yakovlev Yak-15, l'Unione Sovietica iniziò a concentrarsi su una seconda e migliorata generazione di caccia, il cui esemplare più efficiente fu il MiG-15, di coreana memoria.
Parallelamente si concentrarono gli sforzi sullo sviluppo di un intercettore bimotore, biposto, equipaggiato con un radar per mansioni di intercettazione notturna ed ognitempo, specificatamente richiesto da una commessa del governo sovietico nei primi mesi del 1949.
L'OKB di Mikoyan e Gurevich lavorò attorno ad una nuova versione dello I-320 (I-320/2, mentre lo I-320/1 non venne mai costruito), mentre l'OKB di Lavochkin propose il La-200.
Le due macchine avevano una simile impostazione generale: entrambe erano ad ala bassa e possedevano superfici aerodinamiche a freccia ed un carrello triciclo. Erano propulse da due motori centrifughi Klimov RD-45 (anche detti VK-1, copie dei Rolls-Royce Nene di fabbricazione britannica) montati in tandem. Pilota e operatore radar, un Torij (torio) poi sostituito dal Korshun (falco bianco), erano alloggiati uno a fianco all'altro. La presa d'aria era montata sul muso, lo I-320/2 adottava il duomo radar sul labbro superiore, mentre il primo prototipo del La-200 lo aveva posizionato al centro della presa. Successivamente, sul secondo prototipo del La-200, si spostò il duomo sul labbro superiore.
Non sorprende quindi che anche le loro dimensioni ed i loro pesi fossero affini:
|                 | I-320/2   | La-200    |
| apertura alare  | 14,20 m   | 12,92 m   |
| lunghezza       | 15,77 m   | 16,59 m   |
| peso al decollo | 10 725 kg | 10 375 kg |

ed entrambi avevano un raggio d'azione di circa 1 200 km ed un inviluppo di volo subsonico.
I due apparecchi si affrontarono nelle prove tecniche per l'accettazione tra il 1950 ed il 1951 solo per essere scartati, apparentemente per problemi connessi con le apparecchiature radar e perché vennero aumentate le specifiche che riguardavano il raggio d'azione.
Gli ingegneri di Yakovlev pensarono di poter far fronte alle richieste utilizzando il nuovo turbogetto Mikulin AM-5 ed il radar a lungo raggio RP-6 Sokol (falco) e ripensando completamente il disegno della cellula. Alle autorità piacque il nuovo disegno e così ne autorizzarono lo sviluppo nell'agosto del 1951, battezzandolo Yak-120. Doveva essere sviluppata anche una variante per la ricognizione fotografica, lo Yak-125. Come progetto di ripiego venne anche commissionato un La-200B con il radar Sokol.
I collaudi dei primi sette prototipi di Yak-120 (sei macchine per le verifiche in volo ed una per le prove statiche a terra) iniziarono il 19 giugno del 1952, con ai comandi il pilota collaudatore V. M. Volkov. Finalmente lo Yak-120 fu ordinato per la produzione con la designazione del ministero di Yak-25 alla fine del 1953, riciclando la designazione di un caccia a getto monomotore dello stesso OKB che non giunse mai allo stadio della produzione. Lo Yak-25 raggiunse il servizio operativo con la P-VO (Protivo-Vodushnoy Oborony), la difesa aerea sovietica, nel 1955.
A causa del fatto che il radar Sokol subiva continui ritardi nello sviluppo, i primi Yak-25 montavano le vecchie apparecchiature RP-1 Izumrud a corto raggio; quando il Sokol divenne finalmente disponibile, venne adottato sugli Yak-25, che ufficialmente ricevettero la denominazione di Yak-25M. Fu notato dagli osservatori occidentali per la prima volta alla parata aerea di Tushino in occasione della "Giornata delle Forze Aeree Sovietiche" del 1955. Venne battezzata col nome in codice NATO "Flashlight" (più tardi, quando si aggiunsero altre versioni, ci si riferì a questi caccia come "Flashlight A").
Il disegno del La-200B era ancora più sgraziato del predecessore, con un grosso duomo per il radar alloggiato sul muso e circondato da tre prese d'aria. Era nettamente inferiore all'offerta della squadra di Yakovlev ed il progetto si fermò allo stadio delle prove dell'avionica.

## Lo Yak-25 in servizio
Lo Yak-25M era molto differente dai concorrenti di Mikoyan e Lavochkin, con un muso arrotondato per ospitare il grosso radar Sokol, un arrangiamento in tandem dell'equipaggio, superfici aerodinamiche a freccia, un motore AM-5A montato sotto ciascuna semiala ed un carrello biciclo.
La costruzione faceva largo uso di leghe di alluminio, l'ala era montata al centro dell'altezza della fusoliera con un angolo di freccia di 45° al quarto di corda (la corda è la linea longitudinale tra il bordo d'attacco e il bordo d'uscita dell'ala), un angolo di diedro (angolo dell'ala formato con la verticale) di 5°, bilongherone con alettoni, ipersostentatori in due pezzi e due paretine antiscorrimento per semiala (i prototipi ne avevano una sola). Gli alettoni e gli equilibratori erano azionati da servomeccanismi idraulici, mentre gli ipersostentatori erano ad attuazione pneumatica. Vi era una pinna ventrale sotto la coda ed un aerofreno, azionato idraulicamente, su entrambi i lati della fusoliera, nella parte posteriore. Sembra che venissero automaticamente azionati durante la sequenza di espulsione dell'equipaggio.
Tutto il combustibile era alloggiato nella fusoliera, in quattro serbatoi deformabili. Ogni motore RD-5A (o AM-5A) forniva una spinta di 19,6 kN (2 000 kg di spinta). Dal motore veniva spillato del flusso caldo per scongelare le superfici aerodinamiche e la presa d'aria (il ghiaccio che si forma sulle superfici modifica l'aerodinamica e può creare inconvenienti), mentre le spine centrali dei motori e gli schermi di protezione dai corpi estranei erano scaldati elettricamente. Il carrello biciclo era formato da una gamba anteriore, con una ruota, una posteriore con due ruote ed un ruotino per ciascuna estremità alare. Ogni gamba era attuata pneumaticamente e si ritraeva all'indietro.
L'equipaggio era protetto da un cupolino, in un singolo pezzo, che si apriva scorrendo verso la coda. Il parabrezza era in vetro antiproiettile, gli schienali dei seggiolini ed i poggiatesta erano corazzati, così come le pareti laterali ed anteriore dell'abitacolo, pressurizzato e climatizzato. L'operatore radar aveva a disposizione anche gli strumenti di controllo del volo, permettendogli di subentrare al pilota quando necessario. L'avionica era sofisticata per l'epoca ed includeva strumenti tradizionali quali IFF (identification friend or foe, sistema di identificazione amico o nemico), radio, un sistema di comunicazione interno e l'autopilota; ma anche innovativi sistemi di navigazione, utili per le lunghe crociere e in condizioni di scarsa visibilità, quali un indicatore di direzione automatico, una radiobussola, un radioaltimetro radar ed un ILS (instrument landing system, sistema di atterraggio strumentale).
Naturalmente il radar RP-6 Sokol era il pezzo forte della dotazione avionica. Il Sokol aveva un raggio d'azione di 30 km ed una buona capacità a bassa quota. Fonti russe affermano che avesse una capacità "look down" (acquisizione di bersagli che volano più in basso del vettore), avendo la possibilità di trovare la sagoma del bersaglio tra il riverbero radar del terreno, ma sarebbe stata una capacità impressionante per un apparecchio dell'epoca. Sembra più facile che il radar avesse un corto raggio che permetteva di operare relativamente vicini al terreno senza ricevere il ritorno del riverbero. Questa impressione è rafforzata dal fatto che il radar era facilmente ingannato in servizio da esche elettroniche (chaff) o inganni radar, implicando che questo avesse ben poca capacità di discriminazione dei riverberi. L'operatore doveva guardare attraverso un cappuccio per osservare lo schermo del radar.
L'armamento consisteva in un doppio cannone automatico Nudelman N-37L da 37 mm, con una dotazione tipica di 50 colpi per canna. Un serbatoio conforme poteva essere montato sul v
sul ventre.
Inclusi i prototipi, al 1957 vennero costruiti 470 Yak-25. Successivamente molti di questi vennero aggiornati con il
Gorizont-1, un'apparecchiatura per la trasmissione dati da terra, qualche volta ci si è riferiti a queste macchine con la designazione di Yak-25MG.
La livrea dello Yak-25 normalmente era in metallo naturale. Ben presto fu superato per numero di esemplari in servizio con la P-VO dall'intercettore monoposto Mikyan-Gurevich MiG-17P, in quanto il piccolo MiG era notevolmente meno costoso dello Yak-25. Lo Yakovlev Yak-25 era considerato comunque più efficiente, più affidabile, più piacevole da pilotare ed agile per un aeroplano delle sue dimensioni, con piuttosto maneggevole in caso di motore fuori uso. Il fatto che i motori fossero montati così in basso si traduceva nel concreto pericolo di ingestione di corpi estranei e, malgrado gli schermi antiFOD nelle prese d'aria, le piste dove operava lo Yak dovevano essere mantenute pulite dai detriti.
Lo Yak-25 venne anche usato per ricerche sperimentali, spesso con la designazione di Yak-25L o Yak-25LL (Letayuschchaya Laboratoriya, laboratorio volante, un suffisso che veniva usato spesso in Unione Sovietica ed ancor oggi in Russia). Su queste conversioni vennero provati nuovi seggiolini eiettabili, nuovi sistemi di sbrinamento e nuovi motori.
Un certo numero di Yak-25 fu convertito per l'impiego del missile aria-aria RS-1-U a guida radio, nome in codice AA-1 Alkali, agganciati su due piloni alari per ciascuna semiala all'interno dell'asse dei motori per un totale di quattro. Questi aerei vennero aggiornati col radar RP-1-U Izumrud. In principio le macchine, designate come Yak-25K, furono concepite per il servizio operativo, ma in pratica restarono solo macchine sperimentali, Vi furono anche degli Yak-25K adattati per l'impiego di altri missili aria-aria quali il K-8 (AA-3 Anab), ma sembra che nessuna raggiunse l'impiego operativo.
Lo Yak-25 rimase in servizio con la P-VO sino alla fine degli anni sessanta e, come molti altri apparecchi della difesa aerea (come ad esempio il Sukhoi Su-15), non venne mai esportato all'estero. Le azioni di combattimento furono limitate all'intercettazione occasionale di intrusi nello spazio aereo sovietico, comprensibilmente non è mai stato reso pubblico se con successo o meno.
Al termine della vita operativa, molti Yak-25 furono convertiti in bersagli radioguidati, con la designazione di Yak-25Msh (abbreviazione di Mischen, bersaglio appunto). Le prime conversioni furono approntate verso la fine degli anni '50.

## Lo Yak-25RVMandrake
Verso la fine della produzione dello Yak-25, all'OKB di Yakovlev fu richiesto di sviluppare un ricognitore a lungo raggio d'alta quota, basato sul Flashlight, il quale venne designato come Yak-25RV (Razvedchik Visotniy, ricognitore d'alta quota). Il primo volo venne eseguito il 1º marzo del 1959, con il pilota collaudatore V. P. Smirnov ai comandi. Non appena venne scoperto in occidente gli venne assegnato il nome in codice di Mandrake.
Lo Yak-25RV era tanto diverso dall'intercettore originale che sembra plausibile che la denominazione sia stata mantenuta per copertura. L'unica cosa che lo Yak-25RV aveva mantenuto era la fusoliera di coda, dato che le ali e la parte anteriore erano state completamente riviste. Le telecamere erano montate sul muso e sul ventre.
La V-VS trovò il progetto adeguato alle specifiche e lo ordinò in produzione nel 1961. I dettagli rimasero sconosciuti in occidente nei primi tempi. Il 29 luglio del 1964 Smirnov siglò il primato mondiale d'altitudine a 20 174 metri. L'aereo era descritto semplicemente con la sigla RV per la Federation Aeronautique Internationale, l'ente preposto alla verifica dei primati mondiali aeronautici.
Furono costruiti 74 Yak-25RV, incluso un piccolo numero di esemplari sprovvisti di apparecchiature fotografiche che vennero impiegati dall'aeronautica sovietica per l'intercettazione ad alta quota, nella speranza di riuscire a bloccare gli aerei spia quali i Lockheed U-2 statunitensi. A questi intercettori venne dato il nome di Yak-25RV-1. Vi furono anche alcuni esemplari convertiti come bersagli radioguidati, chiamati Yak-25RV-2. Tutta la produzione di RV cessò nel 1965.
Gli RV rimasero in servizio con la V-VS sino ai primi anni settanta. Dalle foto sembra che abbiano operato unicamente con la livrea in metallo naturale, seppure ci si aspetti una colorazione scura per intercettori che debbano operare ad alta quota. È accertato che abbiano compiuto voli di ricognizione su Pakistan, India, Cina e sul nord del Giappone. Non è mai stato accertato se abbia mai volato nei cieli dell'Europa occidentale.
Alla fine degli anni sessanta, qualche esemplare venne convertito per lo studio delle radiazioni come Yak-25RR (Radiatsionniy Razvedchik, ricognitore di radiazioni). Gli RR erano forniti di piloni subalari ai quali erano agganciati contenitori con all'interno materiale cartaceo per intrappolare particelle radioattive dall'atmosfera.
Nei primi anni settanta alcuni Yak-25RV furono convertiti come aerei spia per l'analisi dei segnali (SIGINT, signal intelligence) e designati Yak-25RRV (Radioteknichevskiy Razvedchik Vysotny, ricognitore d'alta quota di segnali radio). Queste macchine erano molto simili agli Yak-25RR, con due piloni subalari a cui erano agganciati contenitori Volna-S (onda-S).
Durante gli anni cinquanta gli statunitensi intendevano usare palloni sonda per spiare il territorio sovietico. Secondo fonti USA questo espediente venne usato solamente nel 1955, per mezzo di un centinaio di palloni, e nel 1958 con soli tre palloni. Il programma fu un fallimento e gli statunitensi lasciarono perdere, ma fonti russe affermano che i voli di palloni spia continuarono sino agli anni '70, così, nei primi anni di questa decade, i sovietici approntarono una versione di Yak-25RV appositamente concepita per l'abbattimento di questi palloni. Sembra che la Germania Ovest inviasse un gran numero di questi piccoli oggetti volanti per diffondere volantini di propaganda, ma questo fatto non è mai stato chiarito. Ad ogni modo il progetto del nuovo Yak venne cancellato prima di giungere allo stadio di prototipo.

## Le versioni più avanzate
L'introduzione dello Yak-25 portò ad un gran numero di tentativi di migliorare il progetto originale e di adattarlo ad altri ruoli, malgrado ciò portasse spesso a vicoli ciechi.
Come accennato più sopra, oltre allo Yak-120, che divenne poi lo Yak-25, era stato progettato e costruito un altro prototipo appositamente studiato per mansioni di ricognizione tattica, lo Yak-125. Questo prototipo volò per la prima volta il 26 agosto del 1952, ai comandi di Volkov. Il 125 era del tutto simile al 120, solo che al posto dell'apparato radar sul muso montava fotocamere. Il doppio cannone N-37L fu sostituito da un singolo NR-23 con 80 colpi. L'equipaggio era composto da un pilota e da un operatore ai sistemi di ricognizione che, alloggiato dietro il pilota, aveva un periscopio ed una finestrella sul pavimento della cabina per allineare le fotocamere al bersaglio.
Le prestazioni erano buone abbastanza da persuadere le autorità a dare l'autorizzazione per ulteriori sviluppi, il problema principale era che la posizione arretrata dell'operatore non era affatto efficace. La soluzione introdusse un muso in vetro per dieci Yak-25R costruiti nel 1955. D'altra parte sia la tecnologia che le richieste dell'aeronautica mutavano molto rapidamente all'epoca e, in attesa di qualcosa di meglio, si ripiegò sull'Il'yushin Il-28R (Beagle per la NATO).
Lo sviluppo dello Yak-25R si svolse in parallelo con quello di un aereo d'attacco nucleare del tutto simile esternamente, lo Yak-125B (Bombardirovschchik, bombardiere). Oltre al muso trasparente il 125B aveva un carrello d'atterraggio modificato con una gamba anteriore più larga con due ruotini affiancati che si ritraeva in avanti ed un passo tra le gambe più lungo. Le prove del prototipo si svolsero nel 1955, con il radar RMM-2 Rubidy (Rubidio) sistemato in una piccola bolla ventrale al di sotto della cabina. Come per lo Yak-25R, si stava rendendo disponibile nuova tecnologia e lo Yak-125B divenne inutile prima di giungere ad uno stadio avanzato.
Anche la Marina sovietica si interessò allo Yak-25 come base per un aereo da ricognizione, lo Yak-25MR (Morsky Razvedchik, ricognitore marittimo), il quale volò anch'esso nel 1955. Quest'ultima macchina adottava molto della configurazione del Flashlight originale, sia la configurazione dei seggiolini in tandem che il duomo radar sul muso, anche se in questo caso il duomo conteneva apparecchiature per la sorveglianza radar marittima e l'aereo era predisposto per ospitare fotocamere verticali ed oblique. L'aereo imbarcava un solo cannone N-37L. Anche lo Yak-25MR venne sorpassato da nuovi modelli e non se ne fece nulla.
Uno degli impulsi trainanti nella ricerca di perfezionamento degli Yak-25 era la disponibilità di nuove motorizzazioni. Un prototipo di un nuovo aereo migliorato in tal senso volò nel 1955, il quale adottava i nuovi Mikulin AM-9A (in seguito ridenominati Tumanskij RD-9A) con postbruciatore, come quelli del MiG-19, che fornivano ben 26,0 kN di spinta a secco e 31,9 kN con il postbruciatore. Alla nuova macchina venne assegnato il nome di Yak-120M (Modifikatsirovanny, modificato) e di serie avrebbe dovuto montare il nuovo radar Sokol-M, una razziera agganciata alla fusoliera e due cannoni Nudelman-Suranov NS-23 da 23 mm.

### Lo Yak-26 e lo Yak-27
Nemmeno dello Yak-120M si fece nulla, ma l'interesse verso uno Yak-25 propulso dai nuovi RD-9 restava alto. Nello stesso anno, l'OKB di Yakovlev fece volare un prototipo di bombardiere tattico nucleare con capacità supersoniche, lo Yak-123. Originariamente adottava i motori Mikulin RD-9AK, sempre turbogetti con postbruciatore, con prestazioni simili agli RD-9A, poi furono adottati anche i più potenti RD-9F (Forsirovanny, potenziato). Il nuovo apparecchio adottava anche un muso appuntito, un'ala più sottile per permettere voli a velocità maggiori, aggressive estensioni del bordo d'attacco (LERX, leading edge wingroot extension) tra fusoliera e motore ed un doppio ruotino anteriore più distanziato dal carrello principale, arrangiato similmente a quello dello Yak-125B. Il progetto prevedeva anche un radar per l'attacco al suolo ed una mitragliatrice di coda AM-23 da 23 mm.
Le prove di volo dello Yak-123/1, privo di apparato radar e senza i comandi della torretta di coda, riuscirono a provare le doti supersoniche dell'aeroplano, ma anche a dimostrarne la scarsa maneggevolezza. Il difetto peggiore risiedeva nel fatto che a velocità elevate le sottili semiali si flettevano troppo, manifestando l'"inversione dei comandi", un fenomeno aerodinamico sugli alettoni che inverte appunto il rollio del velivolo.
Il progetto sembrava comunque promettente ed un secondo prototipo, al quale venne dato il battesimo di Yak-26/3 (lo Yak-26/2 era una macchina per prove statiche e non volò mai) nella ottimistica previsione di produrlo, uscì di fabbrica nel 1956. Il nuovo prototipo era propulso dai nuovi RD-9F, da 27,0 kN di spinta a secco e 37,3 kN con postbruciatore, ed una torretta di coda. Durante lo sviluppo il prototipo venne assai migliorato, ad esempio si perfezionò lo schema di saldatura del muso, si rinunciò all'inutile torretta di coda e si curò l'aerodinamica delle ali. Fu quindi autorizzata la costruzione di una partita di dieci aerei.
Nel frattempo, l'ufficio tecnico di Yakovlev sviluppò sia una variante da ricognizione, lo Yak-122 il cui prototipo volò nel 1955, sia una variante da intercettazione supersonica, originariamente chiamata Yak-121 e poi Yak-27. Quest'ultimo adottava i motori RD-9F. Lo Yak-27 venne costruito in due sottovarianti: lo Yak-27P (Perekhvatchik, intercettore) e lo Yak-27K con i missili aria-aria K-8 (AA-3 Anab per la NATO). Mantennero lo stesso carrello dello Yak-25.
Vennero approntati due prototipi, che volarono nel 1956, i quali portarono alla produzione di altre macchine di valutazione. Uno Yak-27V volò nel 1957 e nel 1958 con un razzo a propellente liquido Dushkin per l'assistenza al decollo posizionato in coda. Aveva una grande velocità ascensionale, ma non arrivò mai oltre lo stadio di sperimentazione.
Gli Yak-26 e Yak-27 effettuarono un passaggio alla parata di Tushino, nell'estate del 1956 e la NATO assegno loro i nomi in codice di "Flashlight-B" (si preferì lasciare la designazione originale per il caccia malgrado lo Yak-26 fosse chiaramente un bombardiere) e "Flashlight-C" rispettivamente. In effetti nessuna delle due macchine entrò mai in servizio, superate da nuove tecnologie e nuove concezioni.
D'altra parte, il prototipo dello Yak-122 da ricognizione fu sviluppato in una nuova configurazione come Yak-27R, con un diverso arrangiamento del muso ed ali migliorate, ed entrò in servizio con 180 esemplari prodotti. Quando effettuò un passaggio alla manifestazione di Tushino gli venne dato il nome in codice di "Mangrove".
Lo Yak-27R montava i motori RD-9F, un singolo cannone NR-23 e varie fotocamere. L'ala presentava estensioni del bordo d'attacco, un "dente di sega" sul bordo d'attacco esterno ai motori ed una singola paretina antiscorrimento. Le estremità alari erano state allungate ed appena poco distante erano sistemate le gambe dei ruotini laterali. Sotto ad ogni semiala poteva essere alloggiato un serbatoio ausiliario.
Qualche Yak-27R fu utilizzato per ulteriori modifiche, ad esempio un esemplare adottava un carrello con una combinazione di gomme e sci per operare da piste innevate. Lo Yak-27 rimase in servizio con la V-VS sino agli anni '70, normalmente con una livrea in metallo naturale. La sua carriera non fu certo brillante, ma il lavoro profuso nella realizzazione portò a migliori risultati con il suo successore, lo Yakovlev Yak-28.

## Versioni
- Yak-25: versione di preserie, equipaggiata con il radar RP-1D "Izumrud". Prodotto in 67 esemplari.
- Yak-25M: versione di serie, con alcune piccole modifiche, motori AM-5A ed un radar RP-6 "Sokol". Prodotto in 406 esemplari.
- Yak-25MG: Yak-25M con apparecchiatura "Gorizont-1" di conduzione da terra per l'intercettazione.
- Yak-25K-5: versione equipaggiata con radar "Izumrud" e due missili RS-1U (AA-1 Alkali).
- Yak-25K-7: versione equipaggiata con due missili K-7L. L'arma non entrò mai in servizio.
- Yak-25K-8: versione equipaggiata con due missili Kaliningrad K-8 (AA-3 Anab). Abbandonato in favore dello Yak-28P.
- Yak-25K-75: prototipo per collaudare il missile K-75.
- Yak-25R (o Yak-125): versione da ricognizione con muso trasparente per il navigatore e due fotocamere. Armato con due cannoni da 23 mm, solo 10 esemplari usciti di fabbrica.
- Yak-25RV: versione da ricognizione d'alta quota, con una nuova ala, fotocamere e sensori in fusoliera. Alcune macchine erano armate con un cannone. Prodotto in 155 esemplari.
- Yak-25RR: Yak-25RV equipaggiato con sensori specializzati per controllare le radiazioni.
- Yak-25RRV: Yak-25RV equipaggiato con sensori per l'analisi dei segnali (SIGINT).
- Yak-25P: prototipo per l'intercettazione ad alta quota.
- Yak-25RV-I o Yak-25Msh: bersaglio pilotato per le esercitazioni di intercettazione.
- Yak-25RV-II o Yak-25Msh: bersaglio radiopilotato per le esercitazioni di intercettazione.
- Yak-26: versione da bombardamento, 9 aerei prodotti.
- Yak-27: versione aggiornata dello Yak-25.
- Yak-27P: versione da intercettazione dello Yak-27, mai entrata in servizio.
- Yak-27R: versione da ricognizione, prodotto in 180 esemplari circa.

## Utilizzatori
Unione Sovietica
- Voenno-vozdušnye sily
- Vojska protivovozdušnoj oborony